# Eerste Oosterparkstraat 107-143
Eerste Oosterparkstraat 107-143 in Amsterdam is een huizenblok aan de Eerste Oosterparkstraat in Amsterdam-Oost, dat een uitloper heeft aan de Wibautstraat.

## Gebouwen
De Eerste Oosterparkstraat kende vanaf de inrichting eind 19e eeuw bebouwing die in de jaren tachtig van de 20e eeuw opgebruikt was. Binnen de hele Oosterparkbuurt vond stadsvernieuwing plaats, soms één perceel, maar soms gingen ook hele huizenblokken tegen de vlakte. Dat laatste gold voor de noordelijke gevelwand van de Eerste Oosterparkstraat tussen de Wibautstraat en Camperstraat, beter herkenbaar als de westelijke grens van het Onze Lieve Vrouwe Gasthuis Er werden daarbij nieuwe huisnummers uitgegeven; de woningen liggen tussen de nummers 107 en 251. Voor het eerste blok (107-143) ontwierp architect Sier van Rhijn sociale woningbouw met op de begane grond bedrijfsruimten met hier en daar een poortgebouw naar de binnentuinen. Opdrachtgever was destijds Eigen Haard. Het geheel kent vier bouwlagen met een extra hoge eerste etage. Twee bouwkundige details springen er uit. Zo zijn de hijsbalken niet in de gevels geplaatst, maar “liggen” op het dak. Ander opvallende details zijn de balkonnetjes, die als een soort tongen in overstek aan de woningen lijken te zijn gemonteerd; ze worden daarbij ondersteund door palen. Deze constructie paste Van Rhijn vaker toe, een voorbeeld daarvan in de Kop van Jut in Amsterdam-West. De binnentuinen en onderdoorgangen waren naar idee van Van Rhijn openbare ruimten, maar lokten vandalen en ander gespuis aan. Daarop werden ze weliswaar afgesloten, maar een aangenaam gevoel leverde dat niet op. In de periode 2009 tot 2014 werd daarop voorzieningen getroffen die dat laatste euvel moesten oplossen. In die jaren was al een aantal woningen uit het complex aan particulieren verkocht (VVE). In de jaren rond 2020 ging de straat (als infrastructuur) op de schop en kreeg een nieuwe inrichting, waarbij voetgangers en fietsers meer ruimte kregen ten opzichte van de automobilisten.

## Muurschilderingen
De palen die de dragende constructie vormen van de balkons werden bij de bouw beschermd door muurtjes in de vorm van schildjes; de vorm was gelijk aan de balkons. Het rijdek van de straat liep in het begin vlak langs de palen, aanrijdbeveiliging was noodzakelijk. Door herinrichtingen van de straat kwamen die palen steeds van het wegdek te liggen. In de loop der jaren werden die schildjes de dupe van allerlei graffiti. In 2022 hadden bewoners en winkeliers daar genoeg van en via Amsterdam Street Art werd veertien kunstenaars ingeschakeld om de muurtjes een leuker aanzien te geven. MarcArt, Nicky Nahafihik, Heez, Oei, Kasper Jongejan, Elkor, Sjembakkus, Hugo DHM Mulder, Tony Ant, Ives One, Ottograph, Kash, Nouch en Beazarility kwamen met kunstwerkjes. Ze werden in november 2022 op de muren gezet. Het project werd onder meer ondersteund voor de Gemeente Amsterdam. De schilderingen lijken geen centraal thema te hebben. 

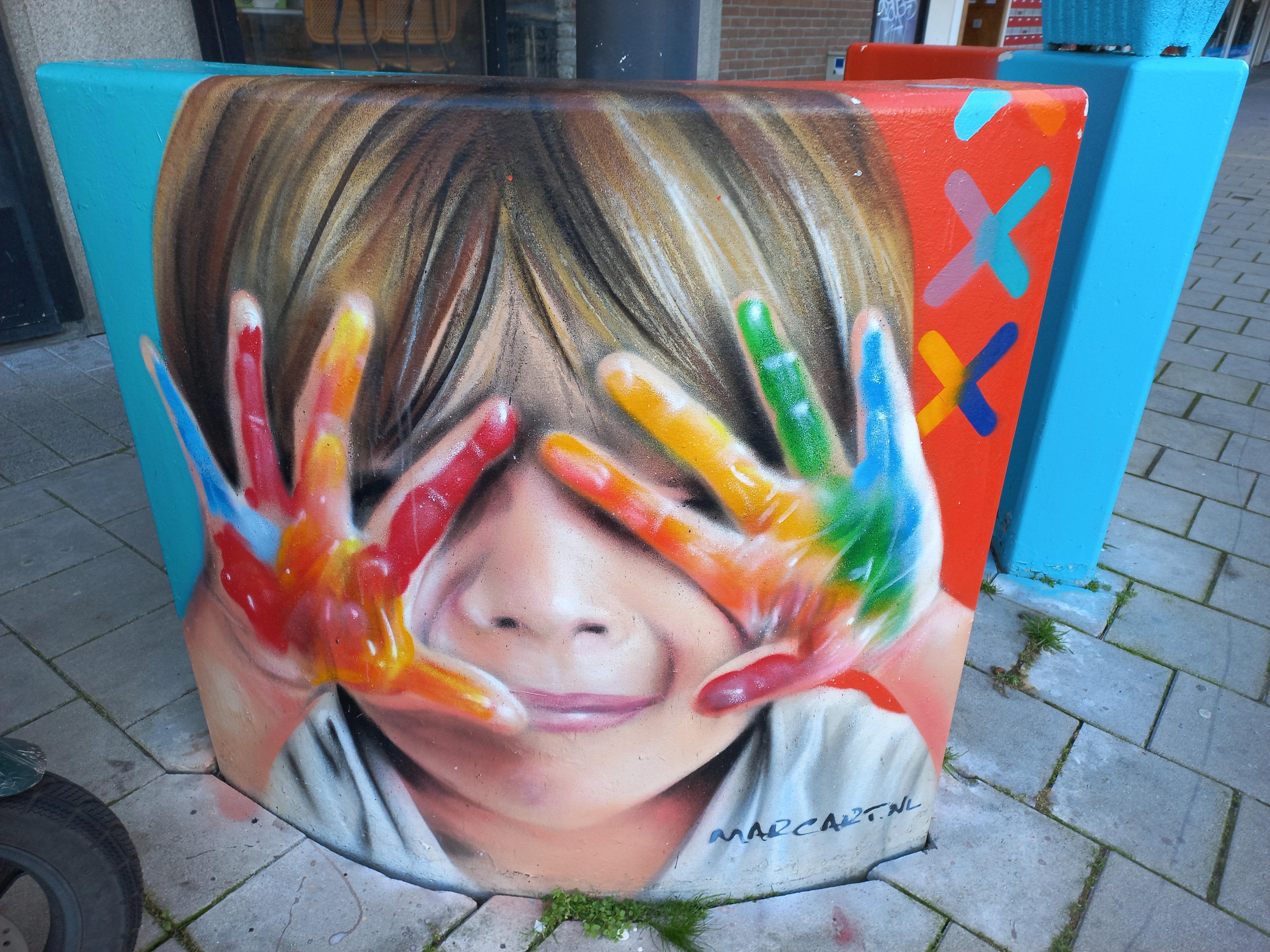
Opening van muralgalerij (januari 2023)

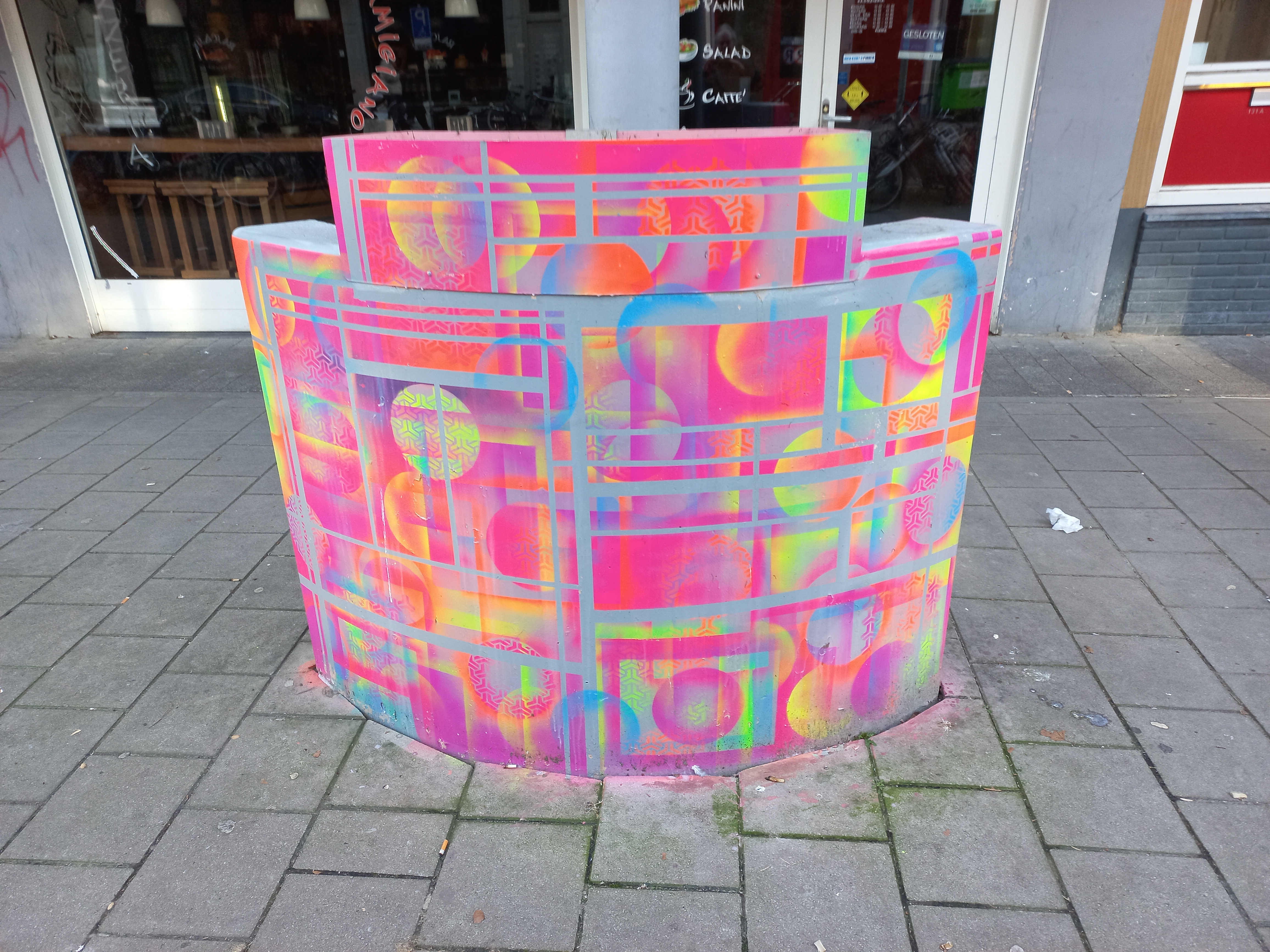
Ander werk in de galerij (januari 2023)